# Примак, Владимир Иванович
Владимир Иванович Примак (6 февраля 1948) — советский и белорусский тренер по греко-римской борьбе, заслуженный тренер Белорусской ССР (1991).

## Биография
Родился в деревне Яглевичи, Ивацевичского района Брестской области в 1948 году. Мастер спорта СССР.
С 1983 года работал старшим тренером в СДЮШОР профсоюзов Минской области, тренером сборной БССР по греко-римской борьбе.
Первый руководитель отделения греко-римской борьбы Минского государственного областного училища олимпийского резерва (1988—1992).
Среди учеников: чемпион СССР, трехкратный чемпион Европы, призёр олимпийских игр Сергей Лиштван, победитель первенства мира среди юношей Андрей Чеховский, призёр первенства Европы среди юношей Павел Гуменюк.

## Награды и звания
- Заслуженный тренер Белорусской ССР (1991)